# Lange Straße 57 (Oebisfelde)

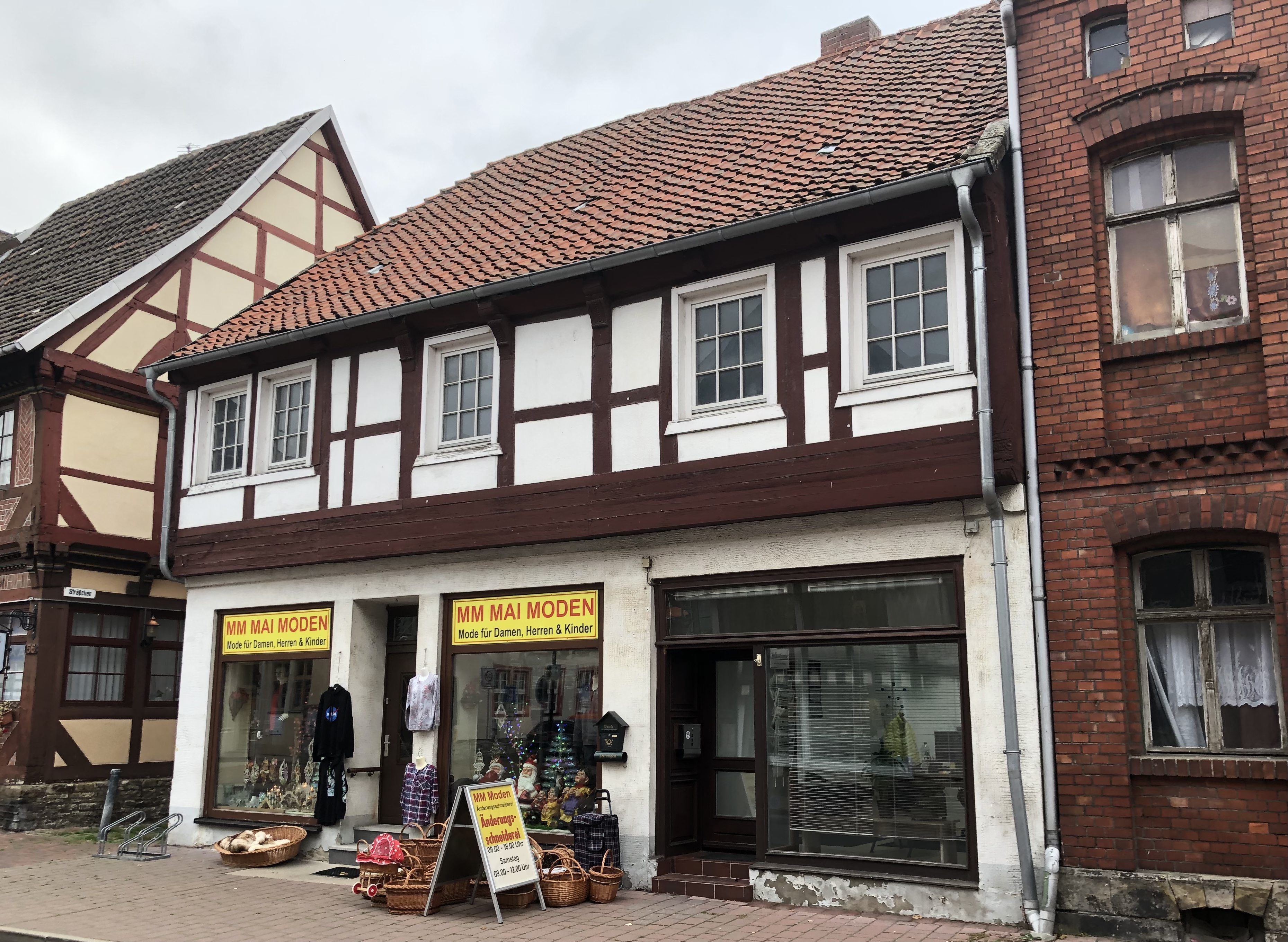
Haus Lange Straße 57 im Jahr 2021

Die Lange Straße 57 ist ein denkmalgeschütztes Wohnhaus in Oebisfelde-Weferlingen in Sachsen-Anhalt.

## Lage
Das städtebaulich markante Gebäude befindet sich im Zentrum des Ortsteils Oebisfelde auf der Westseite der Langen Straße schräg gegenüber dem Marktplatz der Stadt. Unmittelbar südlich des Hauses mündet die schmale Straße Gässchen auf die Lange Straße ein, so dass das Haus sich in einer Ecklage befindet. Das Anwesen gehört zum Denkmalbereich der Altstadt Oebisfelde. 

## Architektur und Geschichte
Das zweigeschossige, traufständig zur Langen Straße ausgerichtete Gebäude entstand nach an einer am Haus befindlichen Inschrift im Jahr 1623. Während das Erdgeschoss in massiver Bauweise errichtet wurde, ist das vorkragende Obergeschoss in Fachwerkbauweise erstellt. Die Schwelle ist reich verziert, die Balkenköpfe sind geriefelt und abgerundet. Es bestehen Verzierungen mit Zahnschnitt, Perl- und Astragalband. An der Dachtraufe finden sich Volutenkonsolen und eine Minuskelinschrift. Bedeckt ist der Bau von einem Satteldach.
Im örtlichen Denkmalverzeichnis ist das Wohnhaus unter der Erfassungsnummer 094 82989 als Baudenkmal verzeichnet.